# Lukas DeRungs
Lukas DeRungs (* 1990 in Freiburg im Breisgau als Lukas Daniel Derungs) ist ein deutscher Jazzmusiker (Piano, Komposition) und Beatboxer.

## Leben und Wirken
DeRungs studierte Schulmusik und Jazzpiano an der Hochschule für Musik und Darstellende Kunst Mannheim bei Joerg Reiter und Rainer Böhm, mit einem Erasmus-Aufenthalt an der Hochschule Luzern (2014/15). Von 2019 bis 2021 absolvierte er den Masterstudiengang Jazz Performance an der Royal Academy of Music in London.
Mit dem trio de lucs, zu dem auch der Bassist Lukas Hatzis und der Schlagzeuger Lukas Jank gehörten, veröffentlichte DeRungs das Album Lux und trat 2016 auf Jazzopen Stuttgart und später auf weiteren Festivals auf. Sein Album Kosmos Suite (2022), eine Suite für Kammerchor und Jazzensemble, war nominiert für den Deutschen Jazzpreis 2023. Aktuell leitet er sein eigenes Quintett mit Immy Churchill, Karim Saber, Jonas Esser und Jan Dittmann. In dieser Besetzung spielte er sein zweites Album Wake ein, das 2025 bei Berthold Records erschien und von der Kritik gelobt wurde.
DeRungs ist mit seinem Deutschrap-Duo Kleister, dem Duo DeRungs//Maier-Hauff und weiteren Projekten auf Bühnen über die Landesgrenzen hinaus vertreten. Außerdem war er als Beatboxer und Arrangeur für den Jazzchor Freiburg tätig. Er ist auch auf Elian Zeitels Album Honig im Tee, auf Jules Album Greenbird und weiteren Albumproduktionen zu hören.

## Preise und Auszeichnungen
2016 errang DeRungs beim Yamaha-Jazz-Piano-Wettbewerb in Nürnberg und bei der International Jazz Piano Competition in Langnau jeweils den ersten Preis. Mit dem trio de lucs war er Finalist beim Burghauser Nachwuchs-Jazzpreis 2017 und der B-Jazz-Competition in Leuven 2018. Als „einer der vielseitigsten und kreativsten Jazzmusiker seiner Generation“ erhielt er 2024 den Jazz-Preis Baden-Württemberg.